# Cot Labubau
Cot Labubau är ett berg i Indonesien.   Det ligger i provinsen Aceh, i den västra delen av landet, 1 900 km nordväst om huvudstaden Jakarta. Toppen på Cot Labubau är 366 meter över havet. Cot Labubau ligger på ön Pulau We.
Terrängen runt Cot Labubau är kuperad åt sydväst, men åt nordost är den platt. Havet är nära Cot Labubau norrut.  Närmaste större samhälle är Sabang, 3,8 km norr om Cot Labubau. I omgivningarna runt Cot Labubau växer i huvudsak städsegrön lövskog.